# Brucia essenze

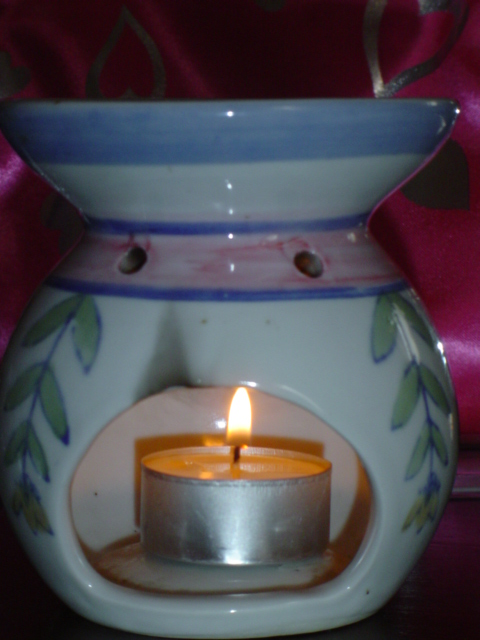
Brucia essenze in ceramica

Un brucia essenze è un oggetto in ceramica o in metallo appositamente costruito per diffondere nell'ambiente fragranze ottenute da oli essenziali. Se ne possono trovare di diverse forme, colori e materiali.
Vengono utilizzati nell'aromaterapia.

## Funzionamento
Qualsiasi modello si voglia utilizzare il procedimento non cambia; nella parte inferiore dell'oggetto in questione si trova la sede per una candela tonda, il cui scopo è quello di scaldare la parte superiore, di solito un piattino o ciotolina, atto a contenere alcune gocce di essenza profumata che volatilizzandosi sotto l'effetto del calore rilasciano la loro gradevole fragranza. Possono essere un'alternativa valida alle candele profumate.